# Ponthoux
Ponthoux is een plaats en voormalige gemeente in het Franse departement Jura in de regio Bourgogne-Franche-Comté en telt 88 inwoners (2009). De plaats maakt deel uit van het arrondissement Saint-Claude.

## Geschiedenis
Op 1 januari 2016 fuseerde Ponthoux met de toenmalige gemeente Lavans-lès-Saint-Claude tot een nieuwe gemeente, eveneens geheten Lavans-lès-Saint-Claude. 

## Geografie
De oppervlakte van Ponthoux bedraagt 2,2 km², de bevolkingsdichtheid is dus 40 inwoners per km².
De onderstaande kaart toont de ligging van Ponthoux met de belangrijkste infrastructuur en aangrenzende gemeenten.

## Demografie
Onderstaande figuur toont het verloop van het inwonertal.